# Belle (film)
Belle (jap. 竜とそばかすの姫 Ryū to sobakasu no hime) – japoński film animowany z 2021 roku, napisany i wyreżyserowany przez Mamoru Hosodę. Za produkcję wykonawczą filmu zajęło się Studio Chizu, zaś dystrybucją – Tōhō.
Światowa premiera filmu odbyła się 15 lipca 2021 na 74. MFF w Cannes, a w Japonii film trafił dzień później. W Polsce film miał swoją premierę 25 września 2021 podczas 8. Międzynarodowego Festiwalu Filmowego Kino Dzieci, w dystrybucji Stowarzyszenia Nowe Horyzonty, a do kin trafił 1 kwietnia 2022.

## Fabuła
Fabuła filmu skupia się na dziewczynie o imieniu Suzu, która wirtualnie wchodzi do świata znanego jako "U", gdzie staje się piękną wirtualną postacią o nazwie Belle. W świecie "U" ludzie komunikują się poprzez swoje alter ego w postaci avatarów, a dziewczyna staje się popularną gwiazdą tego świata. Główny wątek filmu zaczyna się rozwijać, gdy pojawia się postać o imieniu Dragon, która stawia Suzu pytanie: "Czy jesteś wolna?". To pytanie rozpoczyna poszukiwanie tożsamości dla Belle, zarówno w świecie rzeczywistym, jak i w wirtualnej rzeczywistości "U". 

## Obsada
| Postać                                                                  | Seiyū              | Wersja polska         |
| ----------------------------------------------------------------------- | ------------------ | --------------------- |
| Suzu Naitō (jap. 内藤鈴) / Belle (jap. ベル)                            | Kaho Nakamura      | Daria Zawiałow        |
| Smok (jap. 竜) / Kei                                                    | Takeru Satō        | Kamil Bijoś           |
| ojciec Suzu                                                             | Kōji Yakusho       | Bartosz Martyna       |
| matka Suzu                                                              | Sumi Shimamoto     | Monika Pikuła         |
| Hiroka "Hiro-chan" Betsuyaku (jap. ヒロちゃん / 別役弘香)               | Lilas Ikuta        | Kaja Kozłowska        |
| Shinobu "Shinobu-kun" Hisatake (jap. しのぶくん / 久武忍)               | Ryō Narita         | Jan Wieteska          |
| Shinjirō "Kamishin" Chikami (jap. カミシン / 千頭慎次郎)                | Shōta Sometani     | Mateusz Weber         |
| Ruka "Ruka-chan" Watanabe (jap. ルカちゃん / 渡辺瑠果)                  | Tina Tamashiro     |                       |
| Justin (jap. ジャスティン)                                              | Toshiyuki Morikawa | Kamil Pruban          |
| Okumoto (jap. 奥本)                                                     | Fuyumi Sakamoto    |                       |
| Jelinek (jap. イェリネク)                                               | Kenjirō Tsuda      | Mateusz Narloch       |
| Swan (jap. スワン)                                                      | Mami Koyama        |                       |
| Muitarō Hitokawa / Tokoraemaru (jap. ひとかわむい太郎 / ぐっとこらえ丸) | Mamoru Miyano      |                       |
| Kita (jap. 喜多)                                                        | Michiko Shimizu    | Elżbieta Jędrzejewska |
| Yoshitani (jap. 吉谷)                                                   | Ryōko Moriyama     |                       |
| Hatanaka (jap. 畑中)                                                    | Sachiyo Nakao      |                       |
| Nakai (jap. 中井)                                                       | Yoshimi Iwasaki    |                       |
| Ojciec Keia                                                             | Ken Ishiguro       |                       |
| Peggie Sue                                                              | ermhoi             |                       |

## Produkcja
Film został zapowiedziany 15 grudnia 2020 w Tokio podczas pokazu filmów zaplanowanych na 2021 rok przez firmę produkcyjno-dystrybucyjną Tōhō.
Podczas gdy Studio Chizu pracowało nad projektem, korzystało z pomocy doświadczonego animatora produkcji disneyowskich i projektanta postaci Jina Kima przy projektowaniu postaci Belle, a także studia Cartoon Saloon przy tworzeniu teł świata U.
Hosoda początkowo rozważał, aby z Belle zrobić musical, ale uznał ten pomysł za trudny ze względu na brak zwyczaju kręcenia musicali w Japonii. Jednak nadal chciał, aby muzyka była centralnym elementem filmu, więc szukał bohatera, który mógłby śpiewać. Stwierdził, że wolał, aby ten sam aktor głosowy mówił i śpiewał, aby było to przekonujące, dlatego szukał piosenkarza, który mógłby wyrazić swoje uczucia poprzez śpiew i poruszyć ludzi, nawet jeśli nie rozumieją japońskiego. Następnie znalazł Kaho Nakamurę, którą uważał za stosunkowo nieznaną, ale idealną do tej roli. Hosoda stwierdził, że Nakamura była również zaangażowana w pisanie tekstów, więc mogła wczuć się w słowa, które śpiewała.

## Odbiór
Film był w Japonii najlepiej sprzedającym się filmem w weekend otwarcia – zarobił ponad 891 mln jenów z ponad 600 tys. wyświetleń w kinach. Według stanu na 17 kwietnia 2022, box office filmu wyniósł 63,818 mln dolarów.
W serwisie Rotten Tomatoes 95% z 112 recenzji filmu jest pozytywnych, a średnia ocen wyniosła 7,90/10. Na portalu Metacritic średnia ocen z 31 recenzji wyniosła 83 punktów na 100.

## Nagrody i wyróżnienia
| Rok  | Ceremonia                                | Kategoria                                                  | Nominowany                                                            | Wynik     | Źródło |
| ---- | ---------------------------------------- | ---------------------------------------------------------- | --------------------------------------------------------------------- | --------- | ------ |
| 2022 | 49. Annie Awards                         | Najlepsza niezależna treść animowana                       | Belle                                                                 | Nominacja | [ 17 ] |
| 2022 | 49. Annie Awards                         | Wybitne osiągnięcie efektów animacyjnych                   | Ryō Horibe, Yohei Shimozawa                                           | Nominacja | [ 17 ] |
| 2022 | 49. Annie Awards                         | Wybitne osiągnięcie za reżyserię                           | Mamoru Hosoda                                                         | Nominacja | [ 17 ] |
| 2022 | 49. Annie Awards                         | Wybitne osiągnięcie w pisaniu scenariusza                  | Belle                                                                 | Nominacja | [ 17 ] |
| 2022 | 49. Annie Awards                         | Wybitne osiągnięcie w zakresie projektowania produkcyjnego | Tomm Moore, Ross Stewart, Alice Dieudonné, Almu Redondo, Maria Pareja | Nominacja | [ 17 ] |
| 2022 | 45. Nagroda Japońskiej Akademii Filmowej | Animacja filmowa roku                                      | Belle                                                                 | Nominacja | [ 18 ] |
| 2022 | 45. Nagroda Japońskiej Akademii Filmowej | Wybitne osiągnięcia w muzyce                               | Taisei Iwasaki, Ludvig Forssell, Yuta Bandoh                          | Wygrana   | [ 18 ] |